# Токийская Роза

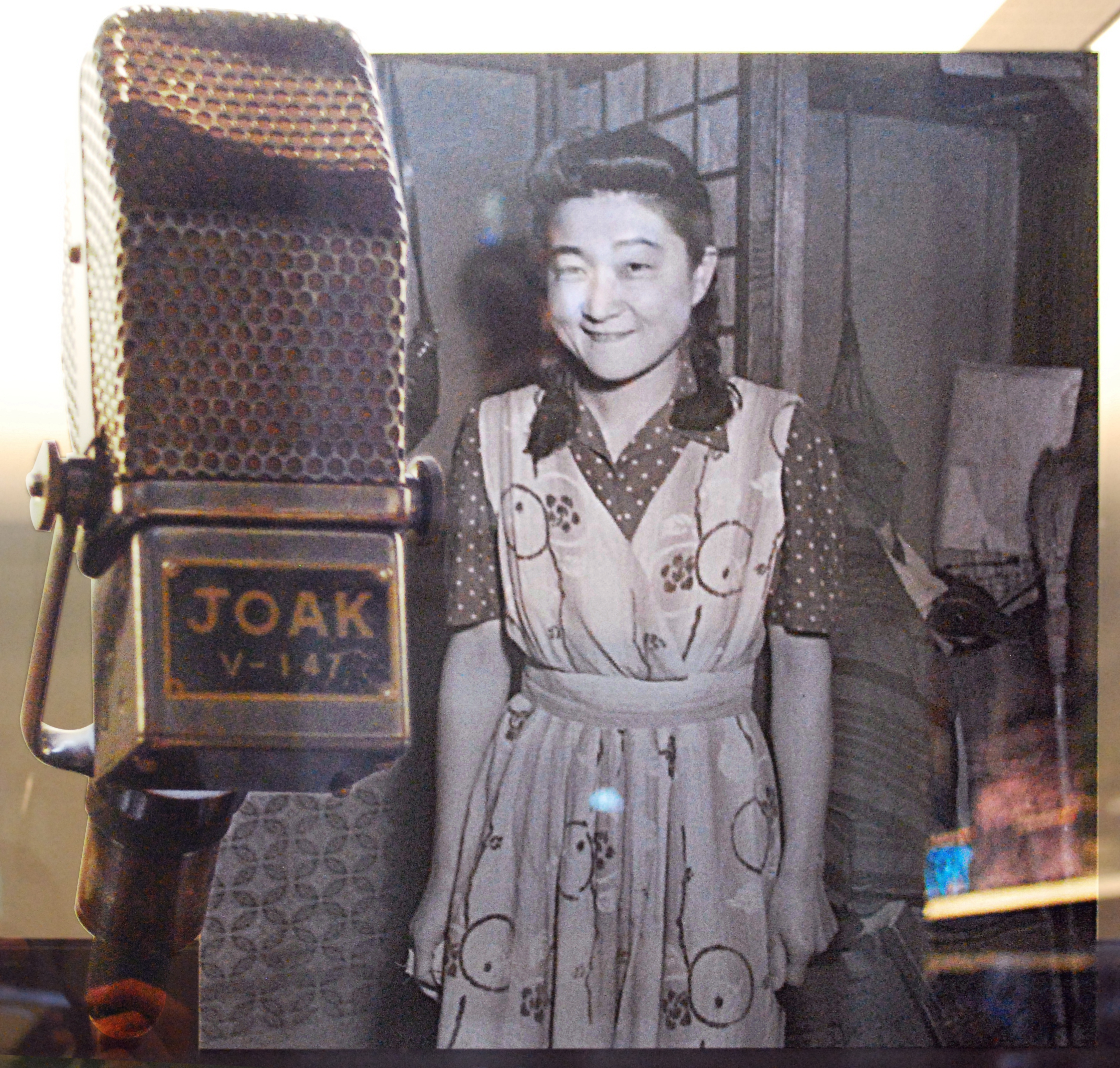
Ива Тогури (прозванная по ошибке «Токийская Роза») и микрофон JOAK в Национальном музее истории США[[:en:National Museum of American History|^{[en]}]]

Токийская Роза (англ. Tokyo Rose) — прозвище, которым именовали женщин-радиоведущих, передававших в эфир японскую пропаганду во время Второй мировой войны. Радиопрограммы, транслировавшиеся в южной части Тихого океана и Северной Америке, должны были деморализовать войска союзников за рубежом и их семьи дома, подчёркивая трудности военного времени, потери войск союзников и мощь японской армии. Несколько дикторш вещали под разными псевдонимами и в разных городах всей Японской империи, включая Токио, Манилу и Шанхай.
Японскими телекомпаниями прозвище «Токийская Роза» никогда не использовалось. Впервые оно появилось в американских газетах в репортажах о пропагандистских радиопрограммах в 1943 году.
«Токийская Роза» — не один конкретный человек, а группа ничем не связанных между собой женщин, работавших на радио в Японской империи. Непосредственно после окончания войны образ «Токийской Розы», который ФБР в настоящее время называет «мифической», стали использовать для подчёркивания вероломства в отношении США. Американские мультфильмы, фильмы и пропагандистские видеоролики в период между 1945 и 1960 годами, как правило, изображали Токийскую Розу очень сексуальной манипуляторшей, смертельно опасной для США в южной части Тихого океана. В частности, через радиопередачи Розы якобы происходила утечка информации об американских военных потерях. В 1949 году в газете San Francisco Chronicle Токийскую Розу назвали «Матой Хари на радио».

## Ива Тогури
Самая известная «Токийская Роза» — Ива Тогури, японка, рождённая в США. Родилась (1916) в семье японцев в Лос-Анджелесе и по настоянию родителей получила образование в американском духе, японского она официально не учила. В июле 1941 года, когда она училась в магистратуре Калифорнийского университета, приехала в Японию на полгода навестить тётю, но в декабре вспыхнула Тихоокеанская война и она не смогла вернуться домой в Америку, поскольку правительство США отказалось впускать её в страну. Она была вынуждена найти работу в Токио. Её приняли на Токийское радио, в 1943 году Тогури по принуждению стала выходить в эфир 75-минутной пропагандистской программы The Zero Hour, которая состояла из новостных сообщений и популярной американской музыки. Тогури отказалась передавать антиамериканские сведения и участвовала преимущественно в комедийных скетчах и вела музыкальные эфиры.
По возвращении в США Тогури было предъявлено обвинение в том, что она и была «настоящей» Японской Розой. Её арестовали и осудили на 10 лет за государственную измену — седьмой в истории США. Суд с самого начала был полон расовых предрассудков: все присяжные были белыми, и они хотели, чтобы её пример послужил уроком для американцев японского происхождения. Тогури смогла условно-досрочно освободиться через 6 лет. В 1976 году выяснилось, что главные свидетели обвинения солгали под присягой, а в 1977 году президент Джеральд Форд помиловал Тогури и её восстановили в гражданстве США.

Ива Тогури в токийской тюрьме Сугамо (7 марта 1946)
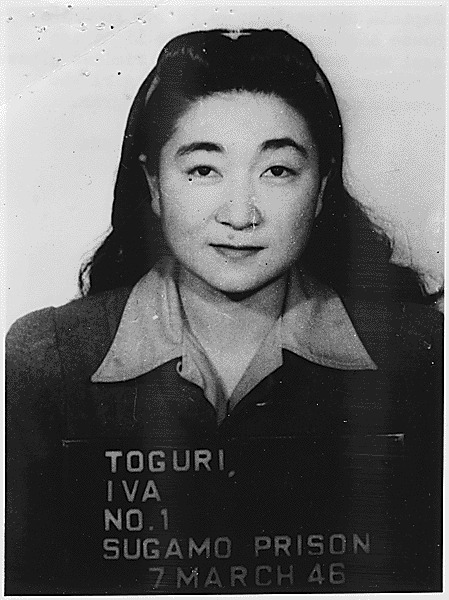
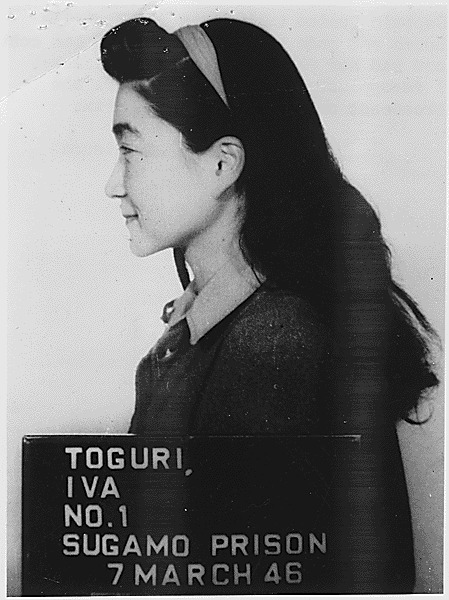